# Čekmin
Čekmin (en serbe cyrillique : Чекмин) est un village de Serbie situé sur le territoire de la Ville de Leskovac, district de Jablanica. Au recensement de 2011, il comptait 825 habitants.

## Démographie
| 1948  | 1953  | 1961  | 1971  | 1981  | 1991  | 2002 | 2011 |
| ----- | ----- | ----- | ----- | ----- | ----- | ---- | ---- |
| 1 171 | 1 189 | 1 229 | 1 207 | 1 169 | 1 057 | 915  | 825  |

|  |